# Homotherus tambensis
Homotherus tambensis är en stekelart som först beskrevs av Tohru Uchida 1956.  Homotherus tambensis ingår i släktet Homotherus och familjen brokparasitsteklar. Inga underarter finns listade i Catalogue of Life.